# Appen
Appen ist eine Gemeinde im Kreis Pinneberg in Schleswig-Holstein.

## Geografie

### Geografische Lage
Die Gemeinde Appen liegt westlich der Stadt Pinneberg im Kreis gleichen Namens am Übergang der Naturräume Hamburger Ring in die Holsteinische Elbmarschen nordwestlich des Hamburger Stadtteils Rissen in direkter Nähe zum Forst Klövensteen. Die Nordgrenze der Gemeinde bildet der Fluss Pinnau, ein rechter Nebenfluss der Elbe.

### Ortschaften
Die Gemeinde besteht aus den Orten Appen, Etz und Unterglinde sowie Schäferhof.

### Nachbargemeinden
- Hamburg-Rissen
- Heist
- Holm
- Moorrege
- Pinneberg
- Prisdorf
- Tornesch
- Uetersen
- Wedel

## Geschichte
Die erste urkundliche Erwähnung Appens erfolgte am 19. September 1269 in einer Schenkungsurkunde des Ritters Heinrich II von Barmstede. Früh- und vorgeschichtliche Funde zeugen jedoch von einer deutlich früheren Besiedlung des Gebietes. Ein Nachweis einer früheren Besiedlung des Gemeindegebietes ist der frühbronzezeitliche Grabhügel De Danzenbarg an der Pinnau.

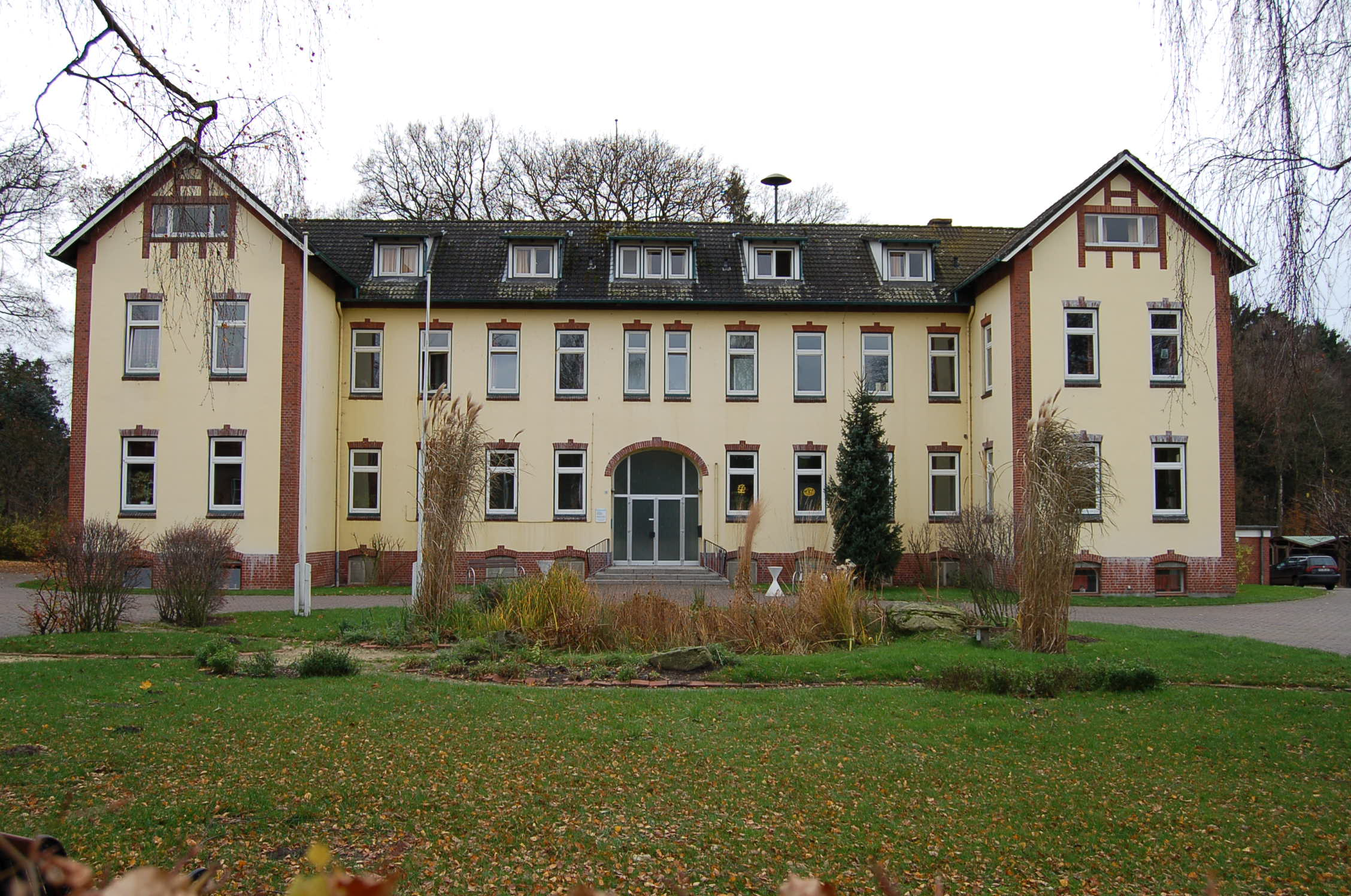
Hauptgebäude der Arbeiterkolonie Schäferhof

Im Jahre 1898 erwarb die Hamburger Arbeiterkolonie eine 300 ha große Immobilie bei Appen. Hier entstand der Schäferhof für wohnungslose Wanderarbeiter. Heute bietet die Einrichtung unter anderem stationäre Hilfe für wohnungslose und alkoholkranke Menschen.
Mit dem neuen Fliegerhorst, der heutigen Unteroffizierschule der Luftwaffe, die in der Jürgen-Schumann-Kaserne beheimatet ist, begann 1936 eine Wandlung der Gemeinde weg von der rein landwirtschaftlichen Prägung. Im Rahmen der Neuausrichtung der Bundeswehr soll, gemäß dem Stationierungskonzept 2011, die Zahl der Dienstposten am Standort Appen von 500 auf 350 sinken.
Zum 1. Juli 2006 gab Appen seine Amtsfreiheit auf und wird seitdem vom Amt Geest und Marsch Südholstein (ehem. Amt Moorrege) verwaltet.

## Politik

### Gemeindevertretung
- SPD: 4
- FDP: 2
- CDU: 6
- WGA: 5

Ergebnis der Kommunalwahl vom 14. Mai 2023
| Partei                  | Prozent | Sitze |
| ----------------------- | ------- | ----- |
| CDU                     | 35,1 %  | 6     |
| WGA                     | 31,2 %  | 5     |
| SPD                     | 22,3 %  | 4     |
| FDP                     | 10,7 %  | 2     |
| Wahlbeteiligung: 53,2 % |         |       |

### Wappen
Blasonierung: „In Rot ein nach schrägrechts oben fliegender silberner Kranich, begleitet unten rechts von einer aufrecht stehenden silbernen Roggenähre, unten links von einer fünfblättrigen, rot gefüllten silbernen Rose mit fünf grünen Kelchblättern.“
Das Wappen wurde von Paul Heinrich Gnekow aus Marne entworfen und 1969 genehmigt. Die Ähre steht für die Landwirtschaft, die Rose symbolisiert die ortsansässigen Rosenzuchtbetriebe und Baumschulen, während der ziehende Kranich ein Symbol für die vormals in Appen stationierte Luftwaffe ist. Die Farben Rot und Silber sind die holsteinischen.

### Partnerschaften
- Polegate, East Sussex, England

## Kultur und Sehenswürdigkeiten
In Appen findet seit 1990 jährlich das Fest Appen musiziert statt. Dabei handelt es sich um die größte ehrenamtliche Benefizveranstaltung Deutschlands.

## Wirtschaft und Infrastruktur

### Wirtschaftsstruktur
Die Gemeinde Appen hat sich von einem Bauerndorf zu einer Wohngemeinde im Umland von der Metropole Hamburg entwickelt. Trotzdem ist die Landwirtschaft noch immer von großer Bedeutung für den Ort. Sie bildet einen Anker des größten zusammenhängenden Baumschulgebietes Europas.
Einen wichtigen Faktor für die Gemeinde Appen stellt auch der Flugplatz Uetersen/Heist und die Jürgen-Schumann-Kaserne dar, die die Unteroffizierschule der Luftwaffe (USLw) beherbergt.

### Verkehr
Durch das Gemeindegebiet von Appen führen die Landesstraße 105 (Pinneberg-Wedel) und Landesstraße 106 (Uetersen-Pinneberg)
Die Kreisverkehrsgesellschaft in Pinneberg (KVIP) und die Verkehrsbetriebe Hamburg-Holstein (VHH) betreiben die Linien 395 und 594 im Ortsteil Etz sowie die Linien 6663 und 6673 im Ort, wobei letztere mehr der Schülerbeförderung dient und deshalb nur an Schultagen fährt.

### Natur- und Landschaftsschutz
Die Pinnau mit ihren Uferbereichen bildet heute einen Teil des europäischen NATURA 2000-Schutzgebietes FFH-Gebiet Schleswig-Holsteinisches Elbästuar und angrenzende Flächen. Daneben reicht das FFH-Gebietes NSG Tävsmoor / Haselauer Moor bis ins westliche Gemeindegebiet hinein. Letzteres ist flächenmäßig fast identisch mit dem am 18. April 1995 gegründetem Naturschutzgebiet Tävsmoor / Haselauer Moor.
Im Norden der Gemeinde befindet sich ein Teil des Landschaftsschutzgebietes Mittlere Pinnau, im Süden das Landschaftsschutzgebiet Holmer Sandberge und Moorbereiche sowie an mehreren Orten das Landschaftsschutzgebiet LSG des Kreises Pinneberg,

## Persönlichkeiten

### Söhne und Töchter der Gemeinde
- Anselm Pahnke (* 1989), Abenteurer, Geophysiker und Filmemacher

### Mit Appen verbunden
- Sofia Gubaidulina (1931–2025), sowjetisch-russische Komponistin
- Michael Fischer (* 1967), Fußballspieler

### Ehrenbürger
- Henry Pein
- Walter Pein
- Rolf Heidenberger (Initiator von Appen musiziert)